# Yaogan
Yaogan ou Yaogan Weixing (en chinois satellite de télédétection) est une famille de satellites de reconnaissance militaires chinois dont le premier exemplaire a été lancé en 2006. Officiellement, les autorités chinoises définissent les satellites Yaogang comme des satellites d'observation destinés à l'évaluation des récoltes, prévention des désastres, planification urbaine et expérimentation scientifiques. Mais il est généralement admis, compte tenu de leur orbite, charge utile et rythme de lancement, que ces satellites sont en réalité des satellites de reconnaissance militaires.
Les Yaogan peuvent être subdivisés en 10 sous-séries. Selon les versions, ils sont équipés soit d'instruments optiques, soit d'un radar à synthèse d'ouverture. Certains sont soupçonnés d'accueillir une charge utile de recueil électromagnétique (ELINT). Les satellites optiques sont lancés par des fusées Longue Marche 2 souvent depuis la base de lancement de Jiuquan tandis que les satellites radar sont lancés depuis la base de lancement de Taiyuan par des fusées Longue Marche 4. Les satellites Yaogan sont généralement placés sur une orbite polaire.
Entre 2006 et 2015, 26 lancements de satellites Yaogan ont été effectués.

## Sous-séries

### Yaogan 1, 3, 10 et 29
La première version du satellite avec radar à synthèse d'ouverture a été lancée à deux reprises en 2006 (Yaogan 1) et 2007 (Yaogan 3) par une fusée Longue Marche 4C depuis Taiyuan. Une coiffe agrandie (longueur 10 mètres, diamètre 3,8 mètres) a été développée pour le lancement de ces satellites. Le satellite qui est peut-être baptisé Jianbing 5 par les militaires chinois a été développé par l'établissement SAST de Shangaï. Le développement sur le radar remonte à la fin des années 1980 avec un premier prototype en 1991. Le radar qui fonctionne en bande L a deux résolutions : 5 mètres en haute résolution avec un champ optique de 40 km et 20 mètres avec un champ optique de 100 km. Le satellite a une masse de 2,7 tonnes et une durée de vie de 2 ans. Les deux satellites ne sont plus opérationnels. Le premier satellite est tombé en panne à la suite d'une explosion interne en 2010 et a eu une durée de vie de 3,1 ans,.
En 2010, un autre satellite Radar est lancé : le Yaogan 10.
Le satellite Yaogan 29 (Jianbing X 1), lancé en 2015, est également un satellite avec radar à synthèse d'ouverture. Placé sur l'orbite des satellites de type Yaogan 1, il présente toutefois un design différent de ces satellites.

### Yaogan 2, 4, 7, 11, 24 et 30
La deuxième série de satellites Yaogan embarque des instruments optiques. Le premier exemplaire Yaogan 2 a été lancé depuis Jiuquan par une fusée Longue Marche 2D en 2007. Trois autres exemplaires ont été lancés par la suite : Yaogan 4 en 2008, Yaogan 7 en 2009 et Yaogan 11 en 2012. Les deux premiers exemplaires ne sont plus en service (janvier 2012). Ce satellite, baptisé par les militaires chinois Jianbing 6, utilise une plateforme pour minisatellite CAST-2000 stabilisée 3 axes et disposant de capacités de manœuvre en orbite. Le satellite est placé sur une orbite polaire de 638x664 km avec une inclinaison de 97,9°. Selon les journaux chinois, la résolution serait de 1,5 mètre soit deux fois meilleure que celle de la série Ziyuan (en) pour une masse divisée par 5. Les données recueillies sont transmises en bande S et les mesures télémétriques en bande X. Le satellite vénézuélien VRSS-1 (en) aurait été développé par l'industrie chinoise sur la base du Yaogan 2,.

### Yaogan 5, 12 et 21
Le satellite Yaogan 5 (satellite de reconnaissance Jianbing 8 pour les militaires chinois) représente la deuxième génération de satellites Yaogan équipée avec des instruments optiques. Il pourrait avoir été développer pour remplacer les satellites de reconnaissance Ziyuan 2 (Jianbing 3 pour les militaires). Deux exemplaires ont été lancés depuis la base de Taiyuan par une fusée Longue Marche 4B (janvier 2012) : Yaogan 5 en 2008 et Yaogan 12 en 2011. L'optique aurait une résolution de 1 mètre. Les satellites circulent sur une orbite polaire de 481 × 498 km avec une inclinaison de 97,3°
,.

### Yaogan 6, 13, 18 et 23
Le satellite Yaogan 6 représente la deuxième génération de satellites Yaogan équipée avec un radar à synthèse d'ouverture. La résolution de cette version atteint 1,5 mètre. Le premier satellite Yaogan 6 a été lancé le 22 avril 2009 depuis Taiyuan par une fusée Longue Marche 2D. Le satellite a été placé sur une orbite circulaire de 500 km avec une inclinaison de 97,6°. Trois autres satellites de cette série ont été lancés (janvier 2012) : Yaogan 8 lancé en 2009 par une fusée Longue Marche 4C avec un minisatellite expérimental Xiwang 1 a été placé sur une orbite circulaire de 1 200 km avec une inclinaison de 100,4°. Lancé en aout 2010 par une fusée Longue Marche 4C, Yaogan 10 a été placé sur une orbite circulaire de 634 km avec une inclinaison de 97,8°. Yaogan 13 a été placé en novembre 2011 par une fusée Longue Marce 2C sur une orbite de 510 km avec une inclinaison de 97,1°,.

### Yaogan 9, 16, 17, 20, 25 et 31
Connus également sous le nom de Jianbing 8 (JB-8) par les militaires chinois.
Une constellation de type "Yaogan 9" consiste en un triplet de satellites, tous lancés par le même lanceur, évoluant en formation sur une orbite circulaire à une altitude de 1 080 km environ et avec une inclinaison de 63,4°. Le principe retenu serait qu'un des satellites dispose des instruments optiques alors que le deuxième est équipé d'un radar à synthèse d'ouverture et que le troisième pourrait disposer d'instruments de recueil électromagnétique (SIGINT/ELINT). L'objectif de cette constellation pourrait être la surveillance des flottes de navires militaires, dans une zone comprise entre l et la désignation de cibles pour des missiles anti-navires trans-horizon,. Les paramètres orbitaux, le nombre de satellites et la mission supposée d'une telle constellation sont à rapprocher de la constellation américaine NOSS.
La première constellation de ce type, Yaogan 9, a été lancé en mars 2010 depuis Jiuquan, par une fusée Longue Marche 4C.

### Yaogan 14 et 28
Connus également sous le nom de Jianbing 11 (JB-11) par les militaires chinois.
Les satellites Yaogan 14 et 28 sont les satellites Yaogan évoluant à la plus basse altitude, environ 475 km. Ces satellites, lancés à 3 ans d'intervalle, seraient des satellites d'observation optique.

### Yaogan 26
Le satellite Yaogan 26, connu également sous le nom de Jianbing-121, est un satellite optique lancé en décembre 2014 et placé sur une orbite similaire au Yaogan 5, vers 490 km d'altitude, avec une inclinaison du plan d'orbite de 97.4°.

### Yaogan 32
Les Yaogan 32 sont des satellites militaires dont l'objectif n'est pas connu, l'agence officielle Xinhua précisant une mission de surveillance d’environnement électromagnétique et de test de plusieurs technologies.

## Historique des lancements
Liste mise à jour le 01 juin 2019
| Nom                                               | Date lancement     | Charge utile (hypothèse) | Orbite approximative                        | Type         | Identificant NSSDC              | Fabricant | Site de lancement | Lanceur          | Notes                                     |
| ------------------------------------------------- | ------------------ | ------------------------ | ------------------------------------------- | ------------ | ------------------------------- | --------- | ----------------- | ---------------- | ----------------------------------------- |
| Yaogan 1                                          | 27 avril 2006      | Radar                    | 635–637 km, inclinaison 97,9°               | Yaogan 1     | 2006-015A                       | SAST      | Taiyuan           | Longue Marche 4B | Inactif depuis 4 février 2010             |
| Yaogan 2                                          | 25 mai 2007        | Optique                  | 639–663 km, 97,9°                           | Yaogan 2     | 2007-019A                       | CAST      | Jiuquan           | Longue Marche 2D |                                           |
| Yaogan 3                                          | 12 novembre 2007   | Radar                    | 635–637 km, 97,8°                           | Yaogan 1     | 2007-055A                       | SAST      | Taiyuan           | Longue Marche 4C |                                           |
| Yaogan 4                                          | 1er décembre 2008  | Optique                  | 642–660 km, 97,9°                           | Yaogan 2     | 2008-061A                       | CAST      | Jiuquan           | Longue Marche 2D |                                           |
| Yaogan 5                                          | 15 décembre 2008   | Optique                  | 494–501 km, 97,3°                           | Yaogan 5     | 2008-064A                       | CAST      | Taiyuan           | Longue Marche 4B |                                           |
| Yaogan 6                                          | 22 avril 2009      | Radar                    | 518–519 km, 97,6°                           | Yaogan 6     | 2009-021A                       | SAST      | Taiyuan           | Longue Marche 2C |                                           |
| Yaogan 7                                          | 9 décembre 2009    | Optique                  | 630–666 km, 97,8°                           | Yaogan 2     | 2009-069A                       | CAST      | Jiuquan           | Longue Marche 2D |                                           |
| Yaogan 8                                          | 15 décembre 2009   | Optique                  | 1 200 km × 1 212 km, 100,5°                 | Yaogan 8     | 2009-072A                       | SAST      | Taiyuan           | Longue Marche 4C |                                           |
| Yaogan 9A, Yaogan 9B, Yaogan 9C                   | 5 mars 2010        | Optique/Radar/ELINT      | 1 089–1 107 km, 63,4° (orbite de Yaogan 9C) | Yaogan 9     | 2010-009A, 2010-009B, 2010-009C | CAST      | Jiuquan           | Longue Marche 4C |                                           |
| Yaogan 10                                         | 10 août 2010       | Radar                    | 629–627 km, 97.8°                           | Yaogan 6     | 2010-038A                       | SAST      | Taiyuan           | Longue Marche 4C |                                           |
| Yaogan 11                                         | 22 septembre 2010  | Optique                  | 670–625 km, 98°                             | Yaogan 2     | 2010-047A                       | CAST      | Jiuquan           | Longue Marche 2D |                                           |
| Yaogan 12                                         | 9 novembre 2011    | Optique                  | 479 km × 495 km, 97,4°                      | Yaogan 5     | 2011-066B                       | CAST      | Taiyuan           | Longue Marche 4B |                                           |
| Yaogan 13                                         | 30 novembre 2011   | Radar                    | 502 km × 504 km, 97,4°                      | Yaogan 6     | 2011-072A                       | SAST      | Taiyuan           | Longue Marche 2C |                                           |
| Yaogan 14                                         | 10 mai 2012        | Optique                  | 466 km × 479 km, 97.24°                     | Yaogan 14    | 2012-021                        | CAST      | Taiyuan           | Longue Marche 4B |                                           |
| Yaogan 15                                         | 29 mai 2012        | Optique                  | 1 198 km × 1 204 km, 100,2°                 | Yaogan 8     | 2009-072A                       | SAST      | Taiyuan           | Longue Marche 4C |                                           |
| Yaogan 16A, Yaogan 16B, Yaogan 16C                | 25 novembre 2012   | Optique/Radar/ELINT      | 1 085 km × 1 096 km, 63,4°                  | Yaogan 9     | 2012-066A, 2012-066B, 2012-066C | CAST      | Jiuquan           | Longue Marche 4C |                                           |
| Yaogan 17A, Yaogan 17B, Yaogan 17C                | 1er septembre 2013 | Optique/Radar/ELINT      | 1 060 km × 1 119 km, 63,4°                  | Yaogan 9     | 2013-046A, 2013-046B, 2013-046C | CAST      | Jiuquan           | Longue Marche 4C |                                           |
| Yaogan 18                                         | 29 octobre 2013    | Radar                    | 509 km × 509 km, 97,5°                      | Yaogan 6     | 2013-059                        | SAST      | Taiyuan           | Longue Marche 2C |                                           |
| Yaogan 19                                         | 20 novembre 2013   | Optique                  | 1 119 km × 1 204 km, 100.4°                 | Yaogan 8     | 2013-065A                       | SAST      | Taiyuan           | Longue Marche 4C |                                           |
| Yaogan 20A, Yaogan 20B, Yaogan 20C                | 9 août 2014        | Optique/Radar/ELINT      | 1 086 km × 1 092 km, 63,4°                  | Yaogan 9     | 2014-047A, 2014-047B, 2014-047C | CAST      | Jiuquan           | Longue Marche 4C |                                           |
| Yaogan 21                                         | 8 septembre 2014   | Optique                  | 476 km × 493 km, 97.42°                     | Yaogan 5     | 2014-053A                       | CAST      | Taiyuan           | Longue Marche 4B |                                           |
| Yaogan 22                                         | 20 septembre 2014  | Optique                  | 1 196 km × 1 209 km, 100,3°                 | Yaogan 8     | 2014-063A                       | SAST      | Taiyuan           | Longue Marche 4C |                                           |
| Yaogan 23                                         | 14 novembre 2014   | Radar                    | ?                                           | Yaogan 6     | 2014-071A                       | SAST      | Taiyuan           | Longue Marche 2C |                                           |
| Yaogan 24                                         | 20 novembre 2014   | Optique                  | 625 km × 651 km, 98,1°                      | Yaogan 2     | 2014-072A                       | CAST      | Jiuquan           | Longue Marche 2D |                                           |
| Yaogan 25A, Yaogan 25B, Yaogan 25C                | 10 décembre 2014   | Optique/Radar/ELINT      | ?                                           | Yaogan 9     | 2014-080A, 2014-080B, 2014-080C | CAST      | Jiuquan           | Longue Marche 4C |                                           |
| Yaogan 26                                         | 27 décembre 2014   | Optique                  | ?                                           | Yaogan 26    | 2014-088A                       | ?         | Taiyuan           | Longue Marche 4B |                                           |
| Yaogan 27                                         | 27 août 2015       | Optique                  | ?                                           | Yaogan 8     | 2015-040A                       | SAST      | Taiyuan           | Longue Marche 4C |                                           |
| Yaogan 28                                         | 8 novembre 2015    | Optique                  | ?                                           | Yaogan 14    | 2015-064A                       | CAST      | Taiyuan           | Longue Marche 4B |                                           |
| Yaogan 29                                         | 26 novembre 2015   | Radar                    | 615 km × 619 km inclinaison 97,8°           | Yaogan 1     | 2015-069A                       | SAST      | Taiyuan           | Longue Marche 4C |                                           |
| Yaogan 30                                         | 15 mai 2015        | Optique                  | 626 km × 657 km, 98°                        | Yaogan 2     | 2016-029A                       | CAST      | Jiuquan           | Longue Marche 2D |                                           |
| Yaogan 30-01-01, Yaogan 30-01-02, Yaogan 30-01-03 | 29 septembre 2017  | ELINT ?                  | 592 km × 601 km, 35°                        | Yaogan 30-01 | 2017-058A, 2017-058B, 2017-058C | CAST      | Xichang           | Longue Marche 2C |                                           |
| Yaogan 30-02-01, Yaogan 30-02-02, Yaogan 30-03-02 | 24 novembre 2017   | ELINT ?                  | 592 km × 601 km, 35°                        | Yaogan 30-01 | 2017-075A, 2017-075B, 2017-075C | CAST      | Xichang           | Longue Marche 2C |                                           |
| Yaogan 30-03-01, Yaogan 30-03-02, Yaogan 30-03-03 | 25 décembre 2017   | ELINT ?                  | 592 km × 601 km, 35°                        | Yaogan 30-01 | 2017-085A, 2017-085B, 2017-085C | CAST      | Xichang           | Longue Marche 2C |                                           |
| Yaogan 30-04-01, Yaogan 30-04-02, Yaogan 30-04-03 | 25 janvier 2018    | ELINT ?                  | 592 km × 601 km, 35°                        | Yaogan 30-01 | 2018-011B, 2018-011C, 2018-011D | CAST      | Xichang           | Longue Marche 2C |                                           |
| Yaogan 31A, Yaogan 31B, Yaogan 31C                | 10 avril 2018      | Optique/Radar/ELINT      |                                             | Yaogan 9     | 2018-034A, 2018-034B, 2018-034C | CAST      | Jiuquan           | Longue Marche 4C |                                           |
| Yaogan 32-01-01, Yaogan 32-01-02                  | 9 octobre 2018     | ELINT ?                  | 689 km × 704 km, 98.3°                      | Yaogan 32    | 2018-077A, 2018-077B            | ?         | Jiuquan           | Longue Marche 2C |                                           |
| Yaogan 33                                         | 22 mai 2019        | Radar                    |                                             | Yaogan 29    | 2019-F04                        | SAST      | Taiyuan           | Longue Marche 4C | Echec (orbite non atteinte cause lanceur) |
| Sources,.                                         |                    |                          |                                             |              |                                 |           |                   |                  |                                           |